# ایلفنش هادرا
ایلفنش هادرا (زاده ۱ دسامبر ۱۹۸۵) بازیگر اتیوپیایی-آمریکایی است. از فیلم‌های او می‌توان به گارد ساحلی در نقش استفانی هالدن اشاره کرد.

## زندگی
هادرا در ۱ دسامبر ۱۹۸۵ در هارلم به دنیا آمد. او از نژاد اتیوپیایی و اروپایی است. پدرش اسفاها یک اتیوپیایی تیگرایی مهاجر و موسس کمیته خدمات آفریقایی، یک سمن تاسیس شده در هارلم است که با مهاجران آفریقایی کار می کند. مادرش کیم نیکولز یک دستیار کارگردان است و هادرا پیش از بازیگری به عنوان  داوطلب با گروه کاری مادرش همراه بود. همچنین هادرا ده سال پیش از شروع بازیگری به عنوان پیش خدمت فعالیت کرده است.
او پس از دوره متوسطه، تحصیلاتش را در مدرسه هنر هارلم ادامه داد و موفق به کسب کارشناسی ارشد در مطالعات متن و اجرا از آکادمی سلطنتی هنرهای دراماتیک در لندن گردید.

## فیلم‌شناسی

### سینما
| سال  | عنوان      | نقش           | توضیحات |
| ---- | ---------- | ------------- | ------- |
| ۲۰۱۰ | ۱/۲۰       | هَزِل           |         |
| ۲۰۱۳ | اولدبوی    | جودی          |         |
| ۲۰۱۵ | شای-رک     | خانم مک کلود  |         |
| ۲۰۱۷ | گارد ساحلی | استفانی هالدن |         |
| ۲۰۲۴ | آجرچین     | تای           |         |
| ۲۰۲۴ | گرگینه‌ها   | لوسی مارشال   |         |

### تلویزیون
| سال       | عنوان               | نقش           | توضیحات                     |
| --------- | ------------------- | ------------- | --------------------------- |
| ۲۰۱۱      | Da Brick            | Saalinge      | Television film             |
| ۲۰۱۳      | فهرست سیاه          | جنیفر پالمر   | قسمت: خلبان                 |
| ۲۰۱۵      | Show Me a Hero      | Carmen Febles | Television mini-series      |
| ۲۰۱۵      | Chicago Fire        | Serena        | Recurring role; 3 episodes  |
| ۲۰۱۶      | Difficult People    | Abby          | Episode: "Patches"          |
| ۲۰۱۶-۲۰۱۷ | میلیاردرها          | Deb Kawi      | Recurring role; 20 episodes |
| ۲۰۱۶      | محکومیت             | Naomi Golden  | Recurring role; 2 episodes  |
| ۲۰۱۷      | Master of None      | Lisa          | Recurring role; 3 episodes  |
| ۲۰۱۷      | مجازاتگر            | Mistress      | Episode: "Crosshairs"       |
| ۲۰۱۷-۲۰۱۹ | She's Gotta Have It | Opal Gilstrap | Recurring role; 10 episodes |
| ۲۰۱۸      | حقه بازی            | کِی دانیِلز     | نقش اصلی در ۱۳ قسمت         |
| ۲۰۱۹      | پدرخوانده هارلم     | میام جانسون   | نقش اصلی                    |
| ۲۰۲۱-۲۰۲۲ | نجیب‌زادگان          | آنجلا ردیک    | ۲ قسمت                      |
| ۲۰۲۳-۲۰۲۴ | برابرساز            | میشل چمبرز    | ۲ قسمت                      |